# Castilleja hyetophila
Castilleja hyetophila är en snyltrotsväxtart som beskrevs av Francis Whittier Pennell. Castilleja hyetophila ingår i släktet målarborstar, och familjen snyltrotsväxter. Inga underarter finns listade i Catalogue of Life.